# Список замков Файфа
Ниже представлен список замков в округе Файф, Шотландия.
| Название                                      | Тип                  | Дата постройки             | Состояние     | Изображение | Владение                           | Примечания |
| --------------------------------------------- | -------------------- | -------------------------- | ------------- | ----------- | ---------------------------------- | --- |
| Замок Абердур (англ. Aberdour Castle)         | замок                | ок. 1200                   | руины         |             | Агентство «Историческая Шотландия» | В начале XIV века пожалован Робертом Брюсом Томасу Рэндольфу, 1-му граф Морей; с 1456 года во владении графа Мортон. В середине XV века оригинальный рыцарский зал перестроен в рыцарскую башню, дважды расширен в XVI веке и в 1635 году. Заброшен в 1725 году и пришёл в упадок.                                                                  |
| Замок Эйтерни (англ. Aithernie Castle)        | рыцарская башня      | начало XVII в.             | руины         |             |                                    | Заброшен в последней четверти XVIII века и к началу XIX века пришёл в упадок. |
| Замок Ардросс (англ. Ardross Castle)          | замок                | XIV в.                     | руины         |             |                                    | Построен семьёй Дишингтон. Продан сэру Уильяму Скотту из Эли в 1607 году. В конце XVII века перешёл к сэру Уильяму Анструтеру (ум. 1711). |
| Замок Балгони (англ. Balgonie Castle)         | рыцарская башня      | 1360-е                     | восстановлен  |             | частная собственность              | Построен Сиббальдами. В 1627 куплен Босуэллами из Балмуто, в 1635 году перепродан сэру Александру Лесли (граф Ливен с 1641 года). Расширялся в конце XV, середине XVII и начале XVIII века. В 1824 году куплен дедом Артура Бальфура; заброшен. Восстановлен в 1970—1980 годах. Частная резиденция.                                                 |
| Замок Баллинбрейх (англ. Ballinbreich Castle) | рыцарская башня      | XIV в.                     | руины         |             | частная собственность              | Построен кланом Лесли, будущими графами Роутс. Несколько раз перестраивался. Бо́льшая часть сохранившегося строения датируется XVI веком. |
| Замок Балвери (англ. Balwearie Castle)        | рыцарская башня      | конец XV в.                | руины         |             |                                    | Построен кланом Скотт. |
| Замок Колерни (англ. Collairnie Castle)       | рыцарская башня      | конец XV — начало XVI в.   | перестроен    |             | частная собственность              | Расширен в XVI веке. Включён в фермерскую постройку XIX века. Мария Стюарт останавливалась здесь в 1565 году. До 1789 года во владении клана Баркли, затем перешёл к Бальфурам. |
| Замок Кустон (англ. Couston Castle)           | рыцарская башня      | конец XVI — начало XVII в. | восстановлен  |             | частная собственность              | Изначально земли Роберта де Лондона, бастарда Вильгельма Льва, затем — графов Морей. Северное крыло построено в XVIII веком. В 1830-е частично разобран на строительный камень. Восстановлен в 1985 году. Частная резиденция. |
| Замок Крейгхолл (англ. Craighall Castle)      | рыцарская башня      | 1637                       | руины         |             |                                    | Построен сэром Томасом Хоупом, 1-м баронетом. Также рядом была ещё одна башня, построенная предыдущими землевладельцами; её снесли в 1954 году. Башню Хоупа разобрали в 1957 году; стены частично сохранились. |
| Замок Дэйрси (англ. Dairsie Castle)           | рыцарская башня      | XVI в.                     | восстановлен  |             | частная собственность              | Первый замок построен епископом Сент-Андруса в начале XIV века. Перестроен в XVI веке семьёй Лирмонт. Пришёл в упадок в XIX веке. Восстановлен в 1990-е годы. Частная резиденция. |
| Замок Денмилн (англ. Denmylne Castle)         | рыцарская башня      | конец XVI в.               | руины         |             | частная собственность              | В 1452—1710 годах во владении клана Бальфур. Сэр Джеймс Бальфур, 1-й баронет Денмилн и Киннэрд провёл церемонии коронации Карла I и Карла II. |
| Замок Дунимарл (англ. Dunimarle Castle)       | особняк              | XVIII в.                   | перестроен    |             | частная собственность              | Оригинальная рыцарская башня руинирована, но к ней прилегает одноимённый особняк, построенный кланом Эрскин. Перестроен в 1839 году. Обе постройки включены в список памятников культуры. Частная резиденция. |
| Замок Эрлсхолл (англ. Earlshall Castle)       | особняк в виде замка | 1546                       | восстановлен  |             | частная собственность              | Построен сэром Уильямом Брюсом. В 1708—1824 годах во владении Хендерсонов из Форделла; за это время замок пришёл в упадок. Продан и восстановлен в 1890-е годы. Частная резиденция. |
| Фолклендский дворец (англ. Falkland Palace)   | особняк в виде замка | 1497—1541                  | восстановлен  |             | Национальный фонд Шотландии        | Земли Макдаффов, графов Файф до 1424 года. Королевский дворец, любимый замок Марии Стюарт. Много раз расширялся и перестраивался, наиболее кардинально в первой половине XVI века в стиле Ренессанс. В 1654 году сожжён солдатами Кромвеля и лежал в руинах. Восстановлен 3-м маркизом Бьют в конце XIX века. С 1952 года на попечении государства. |
| Замок Ферни (англ. Fernie Castle)             | рыцарская башня      | 1353                       | перестроен    |             | частная собственность              | Построен кланом Бальфур. Существенно расширен в XVI веке. Гостиница и площадка для проведения мероприятий. |
| Замок Форделл (англ. Fordell Castle)          | рыцарская башня      | 1560-е                     | восстановлен  |             | частная собственность              | Земли клана Хендерсон с начала XIII века. Главный вход замка датируется началом XV века, хотя бо́льшая часть была построена в середине XVI века. 8-й граф Бакингемшир продал замок в 1961 году. Частная резиденция. |
| Замок Холл-Ярдс (англ. Hallyards Castle)      | замок                | неизвестно                 | руины         |             |                                    | Предположительно охотничий замок Малькольма III. Позже дворец епископов Данкельда (до 1539 года). Затем во владении Керколди, Босуэллов из Балмуто, Форбсов из Крейгивара, Скинов и графов Морей. Заброшен и пришёл в упадок; снесён в 1847 году.                                                                                                   |
| Замок Келли (англ. Kellie Castle)             | замок                | ок. 1360                   | восстановлен  |             | Национальный фонд Шотландии        | Первое упоминание относится к 1150 году. Во владении Олифантов в 1360—1613 годах, затем куплен Томасом Эрскиным (с 1619 года граф Келли). В 1573 году построена вторая башня, соединённая с первой. Заброшен в 1830 году; восстановлен в конце XIX века. Продан государству в 1970 году.                                                            |
| Замок Лухерс (англ. Leuchars Castle)          | мотт и бейли         | XII в.                     | не сохранился |             |                                    | Перестроен в камне в XIII веке. Разграблен англичанами в 1327 году; отбит у англичан сэром Эндрю Мореем в 1337 году. Перестроен в XVI веке, руины снесены в XX веке. |
| Замок Лохор (англ. Lochore Castle)            | рыцарская башня      | XIV в.                     | руины         |             |                                    | Изначальный замок по типу мотт и бейли построен кланом Дункан во времена Малькольма IV. В XIV веке перешёл к Уоллесам, затем к Маккаллумам. |
| Замок Лордскэрни (англ. Lordscairnie Castle)  | рыцарская башня      | ок. 1500                   | руины         |             | частная собственность              | С 1355 года в собственности клана Линдси, будущих графом Кроуфорд. Построен 7-м графом Кроуфорд. Пустовал с XVII века, пришёл в упадок и превратился в руины. |
| Замок Макдафф (англ. Macduff’s Castle)        | замок                | XIV в.                     | руины         |             |                                    | Изначально земли Макдаффов, графов Файф. С XIV века во владении клана Уимс. Разрушен Эдуардом I после того, как Уимсы поддержали Роберта Брюса. Перешёл к Ливингстонам, а в 1530 году — к Колвиллам, которые построили вторую башню. |
| Замок Майерс (англ. Myres Castle)             | рыцарская башня      | ок. 1530                   | перестроен    |             | частная собственность              | Расположен близ Фолклендского дворца. Родовое гнездо Скримжуров. Много раз перестраивался; северное крыло добавлено ок. 1700 года, западное — ок. 1822 года. Отремонтирован и модернизирован в XX веке. Частная резиденция. |
| Замок Ньюарк (англ. Newark Castle)            | замок                | XV в.                      | руины         |             |                                    | Построен семьёй Кинлох. В 1649 году продан Дэвиду Лесли. Много раз менял владельцев. В XIX веке были планы по восстановлению. Охраняемый памятник культуры. |
| Замок Питтарти (англ. Pittarthie Castle)      | рыцарская башня      | ок. 1580                   | руины         |             |                                    | Построен Джеймсом Монипенни из Питмилли. В 1636/44 годах куплен Эндрю Брюсом; во владении Брюсов вплоть до XVIII века. Несколько раз перестраивался, последний раз во второй половине XVII века. |
| Замок Питтеди (англ. Pitteadie Castle)        | рыцарская башня      | конец XV в.                | руины         |             | частная собственность              | Трёхэтажная башня расширена в XVII веке. Имеется сводчатый подвал. |
| Замок Питреви (англ. Pitreavie Castle)        | рыцарская башня      | ок. 1615                   | перестроен    |             | частная собственность              | В XIV веке принадлежал Кристине Брюс, сестре Роберта Брюса. В 1608 году куплен сэром Генри Уордлоу (1565—1637). В 1703 году продан 1-му графу Розбери; несколько раз менял владельцев. Перестроен в 1885 году. В 1938—1996 годах база ВВС Великобритании. Ныне поделён на частные апартаменты.                                                      |
| Замок Равенскрейг (англ. Ravenscraig Castle)  | замок                | ок. 1460                   | руины         |             | Агентство «Историческая Шотландия» | Строительство начато Марией Гелдернской, вдовой Якова II. В 1471 году Яков III получил графство Оркни у Уильяма Синклера, графа Оркни и Кейтнесс, в обмен на Равенскрейг. Позже перешёл к графам Росслин; продан в 1896 году. Охраняется государством с 1955 года.                                                                                  |
| Замок Россенд (англ. Rossend Castle)          | рыцарская башня      | ок. 1552                   | восстановлен  |             | частная собственность              | На месте крепости начала XII века. Перестроен Джорджем Дьюри (ум. 1577), аббатом Данфермлинским. Сохранился подвал XIII века. Во владении лордов Мелвилл, затем Уимсов, которые надстроили верхний этаж, позже — Кэмпбеллов. Восстановлен в 1970-е годы. Частная резиденция.                                                                        |
| Замок Росайт (англ. Rosyth Castle)            | рыцарская башня      | ок. 1450                   | руины         |             | Британское адмиралтейство          | Построен Стюартами. Перестроен и расширен в XVI и начале XVII века. В конце XVII продан Драммондам, позже во владении графов Хоуптоун. В XVIII веке заброшен и пришёл в упадок. С 1903 года на территории морской верфи адмиралтейства. |
| Рамгалли-хаус (англ. Rumgally House)          | рыцарская башня      | XVI в.                     | перестроен    |             | Британское адмиралтейство          | Во владении младшей ветви клана Уимс. В 1658 году куплен преподобным Джеймс Макгиллом, священником из Ларго. Встроен в более поздний особняк. На территории морской верфи адмиралтейства, доступ закрыт. |
| Замок Сент-Эндрюс (англ. St Andrews Castle)   | замок                | ок. 1200                   | руины         |             | Агентство «Историческая Шотландия» | Епископский дворец с начала XIII века (см. также Собор Святого Андрея). Построен Роджером де Бомоном (ум. 1202), епископом Сент-Эндрюса и сыном 3-го графа Лестер. Реконструирован в конце XIV века. В 1546 году в замке был убит архиепископ Дэвид Битон. К началу XVII века лежал в руинах.                                                       |
| Башня Скотстарвит (англ. Scotstarvit Tower)   | рыцарская башня      | третья четверть XVI в.     | сохранилась   |             | Агентство «Историческая Шотландия» | Построена семьёй Инглис; насчитывает шесть этажей. Куплена сэром Джоном Скотом в 1611 году; перестроена в 1620-х годах. Позднее перешла к Уимсам. С 1948 года на попечении государства. |
| Замок Уимс (англ. Wemyss Castle)              | замок                | 1421                       | перестроен    |             | Вождь клана Уимс                   | Родовое гнездо графов Уимс. Место встречи Марии Стюарт и лорда Дарнли 17 февраля 1565 года. Включает в себя множество элементов прошлых эпох, в том числе рыцарскую башню XV века, крыло конца XVII века, а также конюшни и ворота XIX века. Частная резиденция.                                                                                    |